# Desde la noche y la niebla
Desde la noche y la niebla (mujeres en las cárceles franquistas) es una novela-testimonio publicada en 1978, en el que Juana Doña, luchadora antifranquista española, recogió su paso como presa política por las cárceles españolas durante la dictadura franquista.

## Contexto
Tras la guerra civil, la violencia y la represión continuaron como parte de una estrategia planificada por el nuevo régimen, que buscaba vengarse e impedir la reconciliación con los vencidos. Esta venganza fue excepcionalmente amplia, violenta y prolongada en el tiempo.
Juana Doña comenzó a militar en la Unión de Juventudes Comunistas de España en 1933 donde conoció a su marido, Eugenio Mesón. Durante la guerra civil permaneció en la retaguardia trabajando. Fue detenida por primera vez en 1939 junto a su madre y hermana y encarcelada en la prisión de Ventas en Madrid y liberada en 1941. Retomó su lucha clandestina, integrándose en 1944 en el Comité Provincial del Partido Comunista Español (PCE) en Madrid. Participó en actividades guerrilleras y políticas dentro de un grupo liderado por Pedro Sanz Prades y colaboró en atentados contra el régimen franquista, transportando la dinamita. Fue arrestada tras una redada en respuesta a una serie de atentados. Aunque muchos de sus compañeros fueron ejecutados tras un consejo de guerra en 1947, Doña se salvó gracias a la intervención de Eva Perón que visitó Madrid en 1947.

## Publicación
El título de la obra hace referencia a la categoría de prisioneros de los campos de concentración nazis, los Nacht und Nebel, llamados a desaparecer en la Noche y Niebla, desde el decreto del 7 de diciembre de 1941 sobre la resistencia política de la Europa ocupada.
El prólogo fue de Alfonso Sastre que reconocía lo poco conocidas que eran las cárceles de mujeres de la dictadura. Él las conocía por la experiencia vivida por su compañera Eva Forest que estuvo en la cárcel de Ventas. En 1978 Juana Doña era militante de la Organización Revolucionaria de Trabajadores (ORT) que había sido legalizado un año antes. Pero como ella escribió su testimonio en 1967, bajo la dictadura, utilizó la tercera persona y nombres ficticios. Recogió además vivencias de otras presas con las que convivió. En su prólogo, la autora afirmó que nada de lo narrado era inventado.
Doña narra, sin recurrir a eufemismos, las torturas que ella y el resto de mujeres experimentaron: violaciones, electroshocks, palizas, abortos provocados...

## Sinopsis
El testimonio novela la historia de Leonor, una joven militante antifranquista. Recién casada y madre, Leonor enfrenta el caos del final del asedio de Madrid, seguido por un fallido intento de huida desde Alicante y su retorno a un Madrid transformado por la victoria franquista. En su búsqueda de refugio, se encuentra rechazada por familiares y amigos, temerosos de represalias. Finalmente, es capturada por la policía y sufre torturas y malos tratos en un intento de obtener información sobre sus compañeros. Al no ceder, es enviada a la prisión de Ventas, iniciando un recorrido por varias cárceles (Segovia, Saturrarán, Alcalá de Henares), todas caracterizadas por condiciones inhumanas: aislamiento, hambre, castigos y las ejecuciones de prisioneras condenadas.